# 마쓰바라 세이야
마쓰바라 세이야(일본어: 松原 聖弥, 1995년 1월 26일 ~ )는 일본의 프로 야구 선수이며, 현재 센트럴 리그인 요미우리 자이언츠의 소속 선수(외야수)이다. 오사카부 오사카시 출신이다.

## 상세 정보

### 출신 학교
- 센다이이쿠에이가쿠엔 고등학교
- 메이세이 대학

### 선수 경력
- 요미우리 자이언츠(2017년 ~ )

### 개인 기록
NPB의 육성선수 출신 시즌 최다 홈런 기록 보유자. 또한, 센트럴 리그 육성 출신으로 사상 최초, 유일한 시즌 두 자릿수 홈런 달성자 (NPB 전체적으로는 두 번째)
2021년, 요미우리 자이언츠로 선수생활을 시작한 선수 중 최다인 27경기 연속 안타를 기록했다. 구단으로서는 장훈에 이어 역대 2위이다. 참고로 3위는 오 사다하루.
- 첫 출장·첫 타석·첫 안타 : 2020년 7월 25일, 대 도쿄 야쿠르트 스왈로스 7차전(메이지 진구 야구장), 9회초에 다카나시 유헤이의 대타로 출장, 이시야마 다이치로부터 중월 2루타
- 첫 선발 출장 : 2020년 8월 18일, 대 한신 타이거스 8차전(도쿄 돔), 2번·우익수로 선발 출장
- 첫 타점 : 2020년 8월 19일, 대 한신 타이거스 9차전(도쿄 돔), 7회말에 모치즈키 아쓰시로부터 우전 적시타
- 첫 도루 : 2020년 8월 28일, 대 주니치 드래건스 13차전(도쿄 돔), 1회말에 2루 안착(투수: 마쓰바 다카히로, 포수: 군지 유야)
- 첫 홈런 : 2020년 9월 3일, 대 요코하마 DeNA 베이스타스 12차전(도쿄 돔), 2회말에 스펜서 패튼으로부터 우월 3점 홈런
- 첫 선두 타자 홈런 : 2021년 4월 15일, 대 주니치 드래건스 5차전(도쿄 돔), 1회말에 후쿠타니 고지로부터 좌월 선두 타자 솔로 홈런

### 등번호
- 009(2017년 ~ 2018년 7월 29일)
- 59(2018년 7월 30일 ~ 2020년)
- 31(2021년)
- 9(2022년~

### 연도별 타격 성적
| 연 도      | 소 속      | 경 기 | 타 석 | 타 수 | 득 점 | 안 타 | 2 루 타 | 3 루 타 | 홈 런 | 루 타 | 타 점 | 도 루 | 도 루 자 | 희 생 번 | 희 생 플 | 볼 넷 | 고 4 | 사 구 | 삼 진 | 병 살 타 | 타 율 | 출 루 율 | 장 타 율 | O P S |
| ---------- | ---------- | ----- | ----- | ----- | ----- | ----- | ------- | ------- | ----- | ----- | ----- | ----- | -------- | -------- | -------- | ----- | ---- | ----- | ----- | -------- | ----- | -------- | -------- | ----- |
| 2020년     | 요미우리   | 86    | 313   | 278   | 42    | 73    | 11      | 5       | 3     | 103   | 19    | 12    | 2        | 4        | 2        | 29    | 0    | 0     | 71    | 4        | .263  | .330     | .371     | .701  |
| 통산 : 1년 | 통산 : 1년 | 86    | 313   | 278   | 42    | 73    | 11      | 5       | 3     | 103   | 19    | 12    | 2        | 4        | 2        | 29    | 0    | 0     | 71    | 4        | .263  | .330     | .371     | .701  |

- 2020년 시즌 종료 기준.

### 연도별 수비 성적
| 연도 | 소속     | 외야  | 외야  | 외야  | 외야  | 외야  | 외야     |
| 연도 | 소속     | 경 기 | 척 살 | 보 살 | 실 책 | 병 살 | 수 비 율 |
| ---- | -------- | ----- | ----- | ----- | ----- | ----- | -------- |
| 2020 | 요미우리 | 84    | 131   | 4     | 1     | 1     | .993     |
| 2021 | 요미우리 | 135   | 204   | 3     | 2     | 0     | .990     |
| 통산 | 통산     | 221   | 335   | 7     | 3     | 1     | .991     |

- 2021년 시즌 종료 기준.